# Чорногорія на зимових Олімпійських іграх 2018
Чорногорія на зимових Олімпійських іграх 2018, що проходили з 9 по 25 лютого 2018 у Пхьончхані (Південна Корея), була представлена 3 спортсменами (одним чоловіком та двома жінками) в 2 видах спорту — лижні перегони та гірськолижний спорт. Прапороносцем на церемонії відкриття Олімпіади була гірськолижниця Єлена Вуїчич.
Чорногорія, як незалежна держава, втретє взяла участь в зимових Олімпійських іграх. Чорногорські спортсмени не здобули жодної медалі.

## Спортсмени
| Вид спорту          | Чоловіки | Жінки | Всього |
| ------------------- | -------- | ----- | ------ |
| Гірськолижний спорт | 1        | 1     | 2      |
| Лижні перегони      | 0        | 1     | 1      |
| Усього              | 1        | 2     | 3      |

## Гірськолижний спорт
| Спортсмен        | Дисципліна                   | Спуск 1       | Спуск 1       | Спуск 2      | Спуск 2      | Разом        | Разом        | Разом |
| Спортсмен        | Дисципліна                   | Час           | Місце         | Час          | Місце        | Час          | Місце        |       |
| ---------------- | ---------------------------- | ------------- | ------------- | ------------ | ------------ | ------------ | ------------ | ----- |
| Ельдар Салігович | гігантський слалом, чоловіки | 1:20.51       | 71            | 1:20.72      | 64           | 2:41.23      | 64           |       |
| Ельдар Салігович | слалом, чоловіки             | не фінішував  | не фінішував  | не фінішував | не фінішував | не фінішував | не фінішував |       |
| Єлена Вуїчич     | гігантський слалом, жінки    | 1:30.53       | 66            | 1:28.12      | 58           | 2:58.65      | 58           |       |
| Єлена Вуїчич     | слалом, жінки                | не фінішувала | не фінішувала | не пройшла   | не пройшла   | не пройшла   | не пройшла   |       |

## Лижні перегони
Дистанція
| Спортсмен       | Дисципліна                  | Час     | Відставання | Місце |
| --------------- | --------------------------- | ------- | ----------- | ----- |
| Марія Булатович | 10 км вільним стилем, жінки | 35:24.0 | +10:23.5    | 88    |